# Daniel Chwolson
Daniel Abramovich Chwolson ou Chwolsohn ou Khvolson (russe : Даниил Авраамович (Абрамович) Хвольсон; hébreu : דניאל אברמוביץ' חבולסון), né le 21 novembre 1819 (3 décembre dans le calendrier grégorien) et mort le 23 mars 1911, est un orientaliste juif russe.

## Biographie
Chwolson est né à Vilna (actuellement Vilnius, capitale de la Lituanie) à l'époque partie de l'Empire russe. Ayant montré une grande capacité à l'étude de l'hébreu et du Talmud, ses parents, qui sont des Juifs très religieux, le destine au rabbinat et l'inscrive à la yechiva du rabbin Israel Günzburg. Jusqu'à l'âge de dix-huit ans, il ne connait comme langue que l'hébreu, mais en trois ans, il acquiert une bonne connaissance en allemand, en français et en russe. 
Chwolson se rend à Breslau en 1841 (maintenant Wrocław en Pologne) et après trois années de préparation, il entre à l'université de Breslau où il se consacre à l'étude des langues orientales et principalement l'arabe. Il y étudie jusqu'en 1848, et en 1850, il reçoit le titre de docteur en philosophie de l'université de Leipzig. 
À son retour en Russie, il s'installe à Saint-Pétersbourg, où nait en 1852, son fils Orest Chwolson, futur physicien renommé. En 1855, hautement apprécié dans les milieux savants, et s'étant converti au christianisme, il est nommé professeur extraordinaire en langues orientales à l'université de Saint-Pétersbourg. Trois ans plus tard, il reçoit une nomination similaire à l'académie impériale de théologie de Saint-Pétersbourg. En 1856, l'Académie russe des beaux-arts publie à ses propres frais, la première œuvre de Chwolson qui assoit l'autorité de son auteur dans le domaine des études orientales. Publiée en deux volumes, et intitulée: Die Ssabier und der Ssabismus (Sabéens et Sabéisme), elle est une contribution à l'histoire religieuse. Trois ans plus tard en 1859, Chwolson publie à Saint-Pétersbourg, Ueber die Ueberreste der Altbabylonischen Literatur in Arabischen Uebersetzungen (Sur les vestiges de la littérature babylonienne ancienne en arabe) et en russe dans le Messager russe sous le titre Novootkrytie Pamyatniki. Cet ouvrage fait sensation parmi les intellectuels par l'importance de ses découvertes et par les théories de Chwolson concernant les anciens monuments babyloniens. Ce livre est suivi en 1860 par Ueber Tammuz und die Menschenverehrung bei den Alten Babyloniern ( A propos de Tammuz et la vénération des anciens Babyloniens).
En 1899, pour son jubilé littéraire, ses collègues le célèbre en lui présentant un recueil d'articles écrits en son honneur par les plus éminents savants européens. Ce recueil est publié à Berlin par David Günzburg sous le titre français de Recueil des travaux rédigés en mémoire du jubilé scientifique de M. Daniel Chwolson.  

## Sa lutte contre l'antisémitisme
À la suite d'accusations de meurtre rituel portées contre les Juifs de Saratov en 1857,  le gouvernement nomme une commission d'experts pour rechercher si dans un texte de la littérature juive, il est fait mention de l'utilisation du sang de Chrétiens dans un but rituel. Chwolson qui est membre de cette commission écrit un rapport dans lequel il démontre le non-fondé des accusations en général et souligne que dans le cas particulier de Saratov, les preuves données par les deux principaux témoins sont pleines de contradictions et d'absurdités. L'investigation s'étend sur une période de neuf années. Chwolson obtient la permission de publier son mémoire, qui apparait en 1861 sous le titre O nekotorykh srednevekovykh obvineniyakh protiv evreyev (Sur plusieurs accusations médiévales contre les Juifs). 
En 1877, Chwolson est confronté à une nouvelle accusation de meurtre rituel, cette fois-ci contre les Juifs de Koutaïssi en Transcaucasie (maintenant ville de Géorgie). De plus, plusieurs écrivains antisémites organisent une campagne contre le Talmud,  répétant  la vieille accusation que le talmud contient des blasphèmes contre le Christ. Chwolson de nouveau prend la défense des Juifs et republie son mémoire en 1880 à Saint-Pétersbourg avec de nombreux ajouts. Une édition en allemand parait en 1901 sous le titre Die Blutanklage und Sonstige Mittelalterliche Beschuldigungen der Juden (Le crime de sang et autres accusations médiévales contre les Juifs). Dans cette édition, avant d'aborder la discussion sur la question du crime rituel, il explique l'histoire du Talmud et montre que les pharisiens, condamnés par le Christ dans les Évangiles, n'étaient pas les Juifs rabbiniques en général, et que ce n'était pas les pharisiens mais les sadducéens qui étaient les ennemis et les persécuteurs du Christ. Il démontre en plus que, selon la loi talmudique, les Juifs sont tenus de considérer les Chrétiens comme leurs frères, et que les affirmations du contraire étaient dues en partie à des idées fausses et en partie à une volonté de haïr.  
La croyance profondément ancrée que le Christ a été crucifié par les Juifs étant la cause principale du préjugé contre eux de la part des Chrétiens, Chwolson, dans un mémoire publié en 1875 à Saint-Pétersbourg et intitulé: Poslyedniyaya paskhalnaya vecherya Isusa Christa i den' yevo smerti (La dernière Cène de Jésus-Christ et le jour de sa mort) démontre l'absence de fondement de cette croyance, soulignant que le procès et la condamnation du Christ, tels que décrits dans les Évangiles sont contraires aux lois rabbiniques, et ne pouvaient pas en conséquence être tenus par un tribunal juif. Ce mémoire est publié en allemand en 1892 sous le titre: Das letzte Passamal Christi.
Il défend le peuple juif ainsi que le judaïsme dans un pamphlet publié en 1872 par Le Messager russe sous le titre Kharakteristika semitskikh narodov (Caractérisation des peuples sémitiques) et la même année en allemand à Berlin. Il trace un parallèle entre les caractéristiques distinctives du Juif, le représentant de la race sémite, et celles du Grec, le représentant du peuple aryen, pas toujours à l'avantage de ce dernier. Ce texte est publié à Cincinnati en anglais en 1874 sous le titre: The Semitic Nations. 

## Son œuvre
En plus des ouvrages mentionnés ci-dessus, Chwolson a publié de nombreux livres scientifiques en allemand ou en russe. 
- Statistische Nachrichten über die Orientalische Facultät der Universität zu St. Petersburg, Leipzig, 1861
- Achtzehn Hebräische Grabschriften aus der Krim[9] (Dix-huit épitaphes hébraïques de Crimée) in  Mémoires de l'Académie des sciences de Saint-Pétersbourg; 1865 (traduction en russe : Vosemnadtzat nadgrobnykh nadpisei iz Kryma; Saint-Pétersbourg; 1866)
- Izvyestiya o khazarakh, burtasakh, mad'yarakh, slavyanakh, i russakh Abu-Ali Akhmeda ben Omar Ibn-Dasta, neizvestnago dosele arabskago pisatelya nachala X veka; Saint-Pétersbourg; 1869
- Novootkryty pamyatnik moavitskavo tsarya Meshi (Le Monument du roi moabite Meshi); in Khristianskoe chtenie (Lecture chrétienne), 1870
- O vliyanii geograficheskago polozheniya Palestiny na sud'bu evreiskago naroda (Sur l'impact de la situation géographique de la Palestine sur le sort du peuple juif);  ib. 1875 (réédité dans Sbornik budushchnosti; ii.1-4)
- Die Quiescentes הוי in der althebräischen Orthographie; Leyden; 1878 (traduction en russe in Khristianskoe chtenie; Saint-Pétersbourg; 1881): d'après Frank Moore Cross et David Noel Freedman: une étude brillante bien qu'erratique de la matres lectionis dans l'orthographe de l'hébreu ancien"[10]
- Corpus Inscriptionum Hebraicarum; Saint-Pétersbourg et Leipzig; 1882 (traduction en russe; ib. 1884)
- Predvaritelnaya zametka o naidennykh v Semiryechenskoi oblasti siriiskikh nadgrobnykh nadpisyakh (Note préliminaire sur les pierres tombales syriennes trouvées dans la région de Semirechensk) ; Zapadno-Vostochnoe Otdelenie Imperatorskago Russkago Arkhivnago Obshchestva;  1886
- Syrisch-Nestorianische Grabschriften aus Semirjetschie[11] (Épitaphes syro-nestorienne de Jetyssou) ; ib. 1890; in in  Mémoires de l'Académie des sciences de Saint-Pétersbourg;
- Hat es jemals irgend einen Grund gegeben, den Rüsttag des jüdischen Passahfestes als Πρώτῃ τῶν 'Αζύνων zu bezeichnen?; in Zeitschrift für Wissenschaftliche Theologie; volume: 38; Leipzig; 1896
- Staropechatnyya evreiskiya knigi (Vieux livres hébreux); sur les incunables en hébreu; Saint-Pétersbourg; 1897 (traduction en hébreu: Reshit Ma'ase ha-Defus; Varsovie; 1897)

Il convient aussi de noter la contribution de Chwolson à des biographies juives à partir de sources arabes, et plus particulièrement celle de Maïmonide, dans Orient en 1846.
Chwolson est aussi un infatigable collectionneur de livres hébraïques, et sa collection contenait des incunables en hébreu de grande valeur. Il a publié en 1897 à Vilna (Vilnius) un catalogue de ses livres en hébreu sous le titre: Reshimat Sifre Yisrael.